# CISPR
El Comité Especial Internacional de Perturbaciones Radioeléctricas (CEIPR), en idioma francés: Comité International Spécial des Perturbations Radioélectriques (CISPR) es una organización de normalización en el campo de las interferencias electromagnéticas en dispositivos eléctricos y electrónicos.
Depende parcialmente de la Comisión Electrotécnica Internacional (IEC, International Electrotechnical Commission).
El CISPR está dividido en seis subcomités (SC):
- A: medidas de radiointerferencia, métodos estadísticos y estimación de incertidumbres.
- B: medidas de interferencia en equipos de uso “industrial, científico o médico” (ISM), equipos de alto voltaje, líneas de alta tensión y sistemas de tracción eléctrica.
- D: emisiones de motores de vehículos, tanto de combustión interna como eléctricos.
- F: aparatos domésticos y de iluminación.
- H: límites de emisiones en alta y baja frecuencia (por encima de 1 GHz y por debajo de 30 MHz).
- I: equipos de tecnologías de la información, multimedia, y receptores de radio y televisión.

## Orígenes del CISPR
En 1933, en París tuvo lugar una conferencia “ad hoc” de varias organizaciones internacionales, para establecer un mecanismo internacional para tratar el problema de las interferencias en señales de radio. Se trataba de asegurar cierta uniformidad tanto en la especificación de límites de emisiones como en el método de medida de dichas emisiones. Para promover la formulación de recomendaciones acordadas internacionalmente, la IEC y la International Broadcasting Union (UIR) crearon un comité conjunto, en el que tuvieron cabida otras asociaciones (por ejemplo: ferrocarriles, compañías eléctricas, etcétera). Este es el origen del CISPR.
Los trabajos se interrumpen a causa del estallido de la Segunda Guerra Mundial. Al final de la misma, en 1946, se vuelven a reanudar; sin embargo, al haber desaparecido la UIR, el CISPR dejará de ser un comité conjunto para convertirse en un “comité especial” de la IEC (“especial”, porque incluye la participación de otras organizaciones interesadas en la reducción de la radiointerferencia, como las mencionadas anteriormente).
- Datos: Q648552